# U-1275
| U-1275                     | U-1275                                                         | U-1275                                                         |
| -------------------------- | -------------------------------------------------------------- | -------------------------------------------------------------- |
|                            |                                                                |                                                                |
|                            |                                                                |                                                                |
|                            |                                                                |                                                                |
| Під прапором               | Третій рейх                                                    | Третій рейх                                                    |
| Спуск на воду              | 8 лютого 1944 року                                             | 8 лютого 1944 року                                             |
| Виведений зі складу флоту  | 3 травня 1945 року                                             | 3 травня 1945 року                                             |
| Сучасний статус            | затоплений                                                     | затоплений                                                     |
| Проєкт                     |                                                                |                                                                |
| Тип ПЧ                     | Торпедний ДПЧ                                                  | Торпедний ДПЧ                                                  |
| Основні характеристики     |                                                                |                                                                |
| Швидкість (надводна)       | 17,7 вузлів                                                    | 17,7 вузлів                                                    |
| Швидкість (підводна)       | 7,6 вузлів                                                     | 7,6 вузлів                                                     |
| Робоча глибина занурення   | 120 м                                                          | 120 м                                                          |
| Гранична глибина занурення | 250 м                                                          | 250 м                                                          |
| Екіпаж                     | 44 осіб                                                        | 44 осіб                                                        |
| Розміри                    |                                                                |                                                                |
| Довжина найбільша (по КВЛ) | 67,1 м                                                         | 67,1 м                                                         |
| Ширина корпусу найб.       | 6,2 м                                                          | 6,2 м                                                          |
| Висота                     | 9,6 м                                                          | 9,6 м                                                          |
| Середня осадка (по КВЛ)    | 4,70 м                                                         | 4,70 м                                                         |
| Водотоннажність надводна   | 769 т                                                          | 769 т                                                          |
| Озброєння                  |                                                                |                                                                |
| Артилерія                  | одна палубна гармата калібру 88-мм, одна 20-мм зенітна гармата | одна палубна гармата калібру 88-мм, одна 20-мм зенітна гармата |
| Торпедно- мінне озброєння  | 4 носових і один кормовий ТА. 14 торпед                        | 4 носових і один кормовий ТА. 14 торпед                        |

U-1275 — німецький підводний човен типу VIIC/41 часів Другої світової війни.
Замовлення на будівництво човна було віддане 13 червня 1942 року. Човен був закладений на верфі Bremer Vulkan у Бремені 7 липня 1943 року під заводським номером 70, спущений на воду 8 лютого 1944 року, 5 квітня 1944 року увійшов до складу 8-ї флотилії. Також за час служби входив до складу 5-ї флотилії.
Човен не виконав жодного бойового походу.
Затоплений екіпажем 3 травня 1945 року біля причалу №5 на верфі Deutsche Werke у місті Кіль. Пізніше підводний човен піднято та здано на злам.

## Командири
- Оберлейтенант-цур-зее Гельмут Нісс (22 березня 1944 — 17 липня 1944)
- Оберлейтенант-цур-зее Гюнтер Фроберг (18 липня 1944 — 3 травня 1945)